# كيفن هنت (لاعب كرة قدم أمريكية)
كيفن هنت (بالإنجليزية: Kevin Hunt)‏ هو لاعب كرة قدم أمريكية أمريكي، ولد في 29 نوفمبر 1948 في فرامينغهام في الولايات المتحدة، وتوفي في 22 مايو 2015 في لندندري في الولايات المتحدة.

## وصلات خارجية
- كيفن هنت على موقع مرجع كرة القدم المحترفة.كوم (الإنجليزية)